# Gare de Villepinte
La gare de Villepinte est une gare ferroviaire française de la ligne d'Aulnay-sous-Bois à Roissy 2-RER. Située dans la commune de Villepinte, elle a la particularité d'être implantée au cœur du parc départemental du Sausset, partagé sur les communes d'Aulnay-sous-Bois et de Villepinte en Seine-Saint-Denis.
C'est une gare de la Société nationale des chemins de fer français (SNCF) desservie par les trains de la ligne B du RER.

## Situation ferroviaire
La gare est située au point kilométrique (PK) 19,800 de la ligne d'Aulnay-sous-Bois à Roissy 2-RER.

## Histoire
La gare a été plastiquée le 26 décembre 1977 par des autonomistes corses, pour dénoncer le « colonialisme français »,.
En 2017, la SNCF estime la fréquentation annuelle de cette gare à 1 789 620 voyageurs, contre 1 789 474 en 2016.

## Service des voyageurs

### Desserte
La gare est desservie par les trains du RER B.
Aux heures creuses elle est desservie par :
● un train toutes 15 minutes en direction de Aéroport Charles-de-Gaulle 2 TGV ou Saint-Rémy-lès-Chevreuse
Aux heures de pointe elle est desservie par :
● un train toutes les 12 minutes en direction de Aéroport Charles-de-Gaulle 2 TGV ou Robinson
● un train toutes les 12 minutes en direction de Aéroport Charles-de-Gaulle 2 TGV ou Orsay-Ville

### Intermodalité
La gare est desservie par les lignes 609, 615 et 642 du réseau de bus Terres d'Envol.

## Galerie de photographies

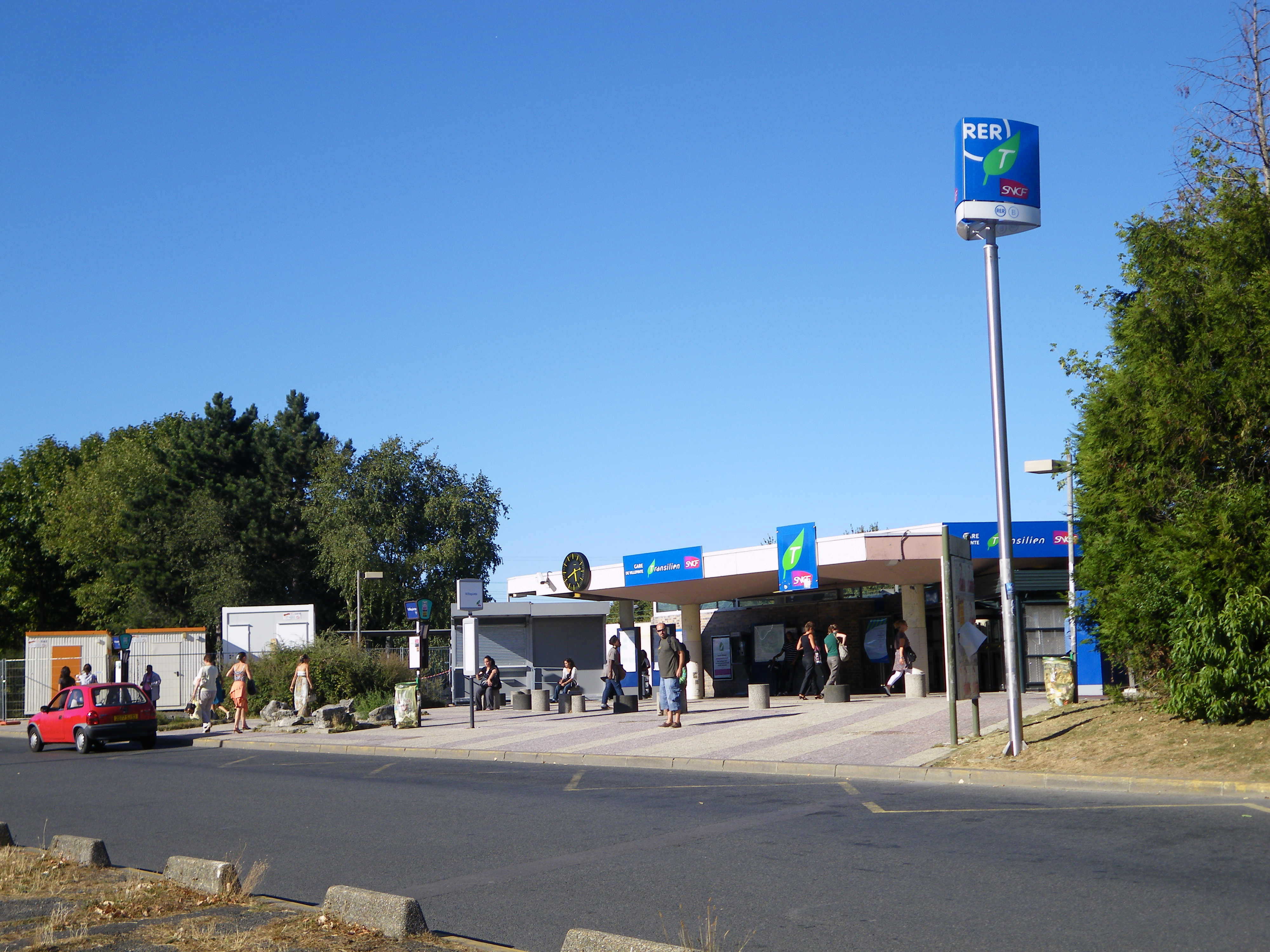
Vue de la gare routière.
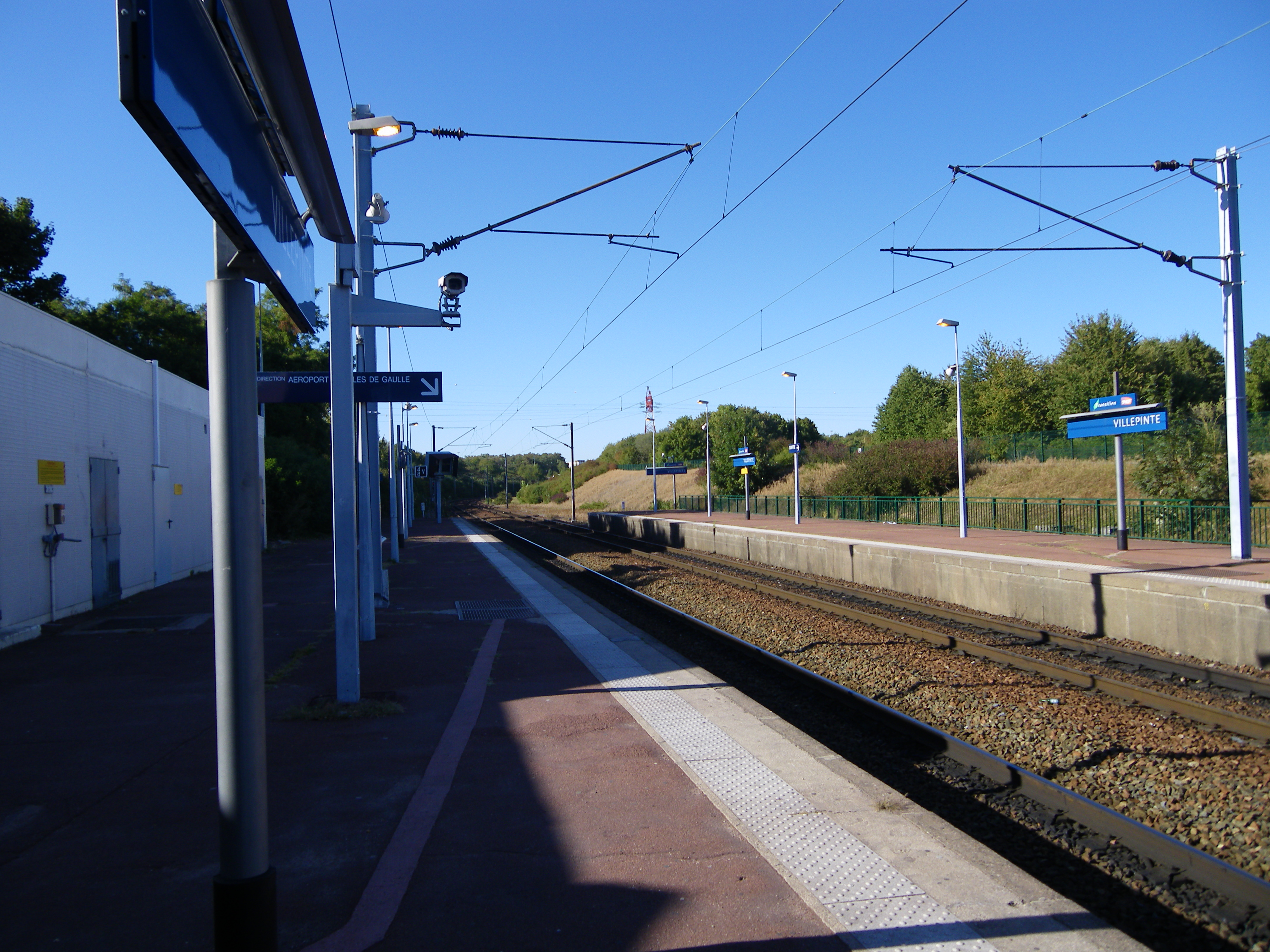
Vue du quai pour l'aéroport de Roissy.
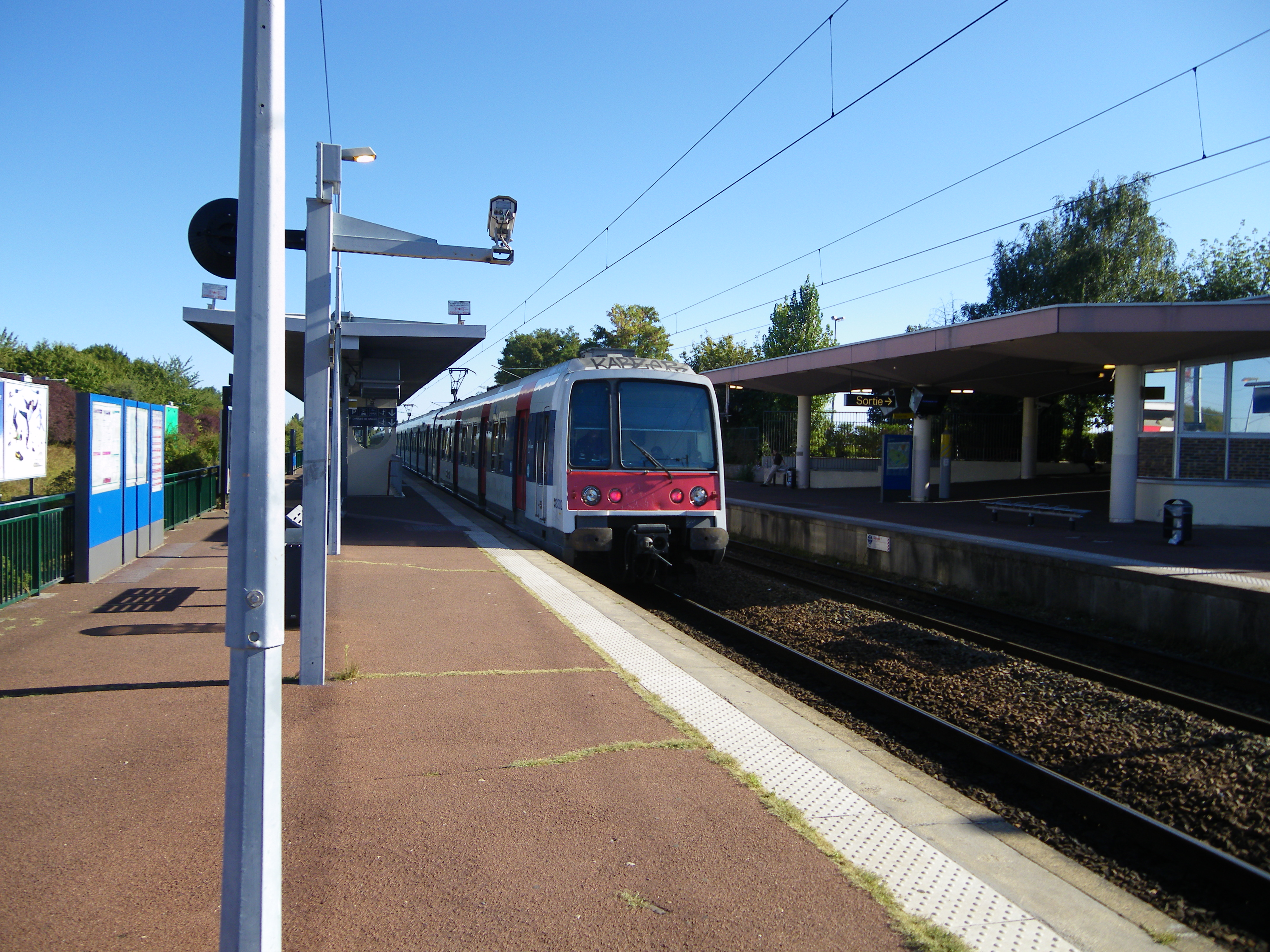
Vue du quai pour Paris.